# Trabalho pós-chamada
O Trabalho pós-chamada, ou ACW (do inglês after call work) é um termo técnico relacionado com as Centrais de atendimento telefônico.
São as tarefas realizadas por um agente, ou operador, depois da conclusão de uma chamada, geralmente envolvendo o encaminhamento de um processo relativo a ele (o preenchimento de formulário de pedido ou de reclamação e sua remessa para o departamento competente, por exemplo). Em alguns modelos de Central de atendimento telefônico (call center), o próprio agente se encarrega de todos os procedimentos, chegando a localizar catálogos solicitados e levá-los até uma sala de expedição. O trabalho pós-chamada costuma ser realizado imediatamente depois da desconexão da chamada, mas muitas vezes sofre adiamentos, sobretudo nos horários de pico. Em outros modelos (como alguns departamentos da Concentrix), o ACW destina-se ao registro da chamada numa plataforma eletrónica, ou software usado para o efeito, para que os dados relativos à chamada telefónica não apenas fique registrado mas possa ser consultado no futuro. É ainda durante o ACW que o operador envia possívels emails relevantes ao cliente - o cliente não está presente, em chamada, durante este processo. Durante o ACW, o agente não está disponível para aceitar chamadas.